# Liste der Stolpersteine in Ebsdorfergrund
Die Liste der Stolpersteine in Ebsdorfergrund enthält alle Stolpersteine, die im Rahmen des gleichnamigen Projekts von Gunter Demnig in Ebsdorfergrund verlegt wurden. Mit ihnen soll an Opfer des Nationalsozialismus erinnert werden, die in Ebsdorfergrund lebten und wirkten.

## Verlegte Stolpersteine
| Bild | Person, Inschrift | Adresse                          | Verlege- datum | weitere Informationen |
| --- | --- | -------------------------------- | -------------- | --- |
| | Hier wohnte Moses Walldorf Jg. 1884 unfreiwillig verzogen 1936 Marburg deportiert 1942 Lublin ermordet 3.6.1942 Sobibor | Bortshäuser Straße 18, Ebsdorf · | 10. Juli 2014  | Moses Walldorf wurde 1884 in Großen-Buseck geboren und ist mit seiner Frau Thekla Dina geborene Theisebach (* 1886 in Hatzbach) circa 1911 nach Ebsdorf gezogen. Dort wurde 1912 ihre Tochter Henni und 1914 ihr Sohn Max geboren. Moses Walldorf war zusammen mit Emanuel Lion Mitinhaber der Firma „D. Stern Nachfolger“, die unter anderem Nähmaschinen, Milchzentrifugen und Fahrräder verkaufte. Bis 1913 war er im Ebsdorfer Männergesangsverein und später im „Rad-Fahrer-Verein Torpedo Ebsdorf“ Schriftführer. Im Ersten Weltkrieg war er als Soldat bei der Feldartillerie in der Ukraine eingesetzt und erst im März 1919 nach Hause zurückgekehrt. Nachdem sich ab 1933 die Geschäftslage für jüdische Geschäftsleute in Folge der NS-Politik zunehmend verschlechterte, sahen sich die Familien Walldorf und Lion gezwungen, Ebsdorf im Oktober 1936 zu verlassen und Zuflucht in Marburg zu suchen. Familie Walldorf zog zu Verwandten in die Haspelstraße. Ihr Wohnhaus in der Bortshäuser Straße konnten sie noch im Juli 1936 an die Kreissparkasse verkaufen. Max Walldorf durfte 1934 als einer der letzten jüdischen Schüler an der Martin-Luther-Schule in Marburg das Abitur ablegen und besuchte anschließend die Fachschule für Metallgewerbe in Bielefeld. Im März 1936 gelang es ihm, nach Südafrika zu emigrieren. Nach der Heirat seiner älteren Schwester Henni mit Erwin Höchster aus Roth (Weimar) folgte dieser im September nach. Die schwangere Henni blieb zunächst zurück und reiste nach der Geburt ihrer Tochter Marion im März 1937 hinterher. Marion Höchster ist später als verheiratete Solovei in die USA übergesiedelt. Max Walldorf hat in Südafrika seine Frau Inge geborene Heymann kennengelernt. 1944 wurde ihre Tochter Hazel geboren, die später als verheiratete Pollak mit ihrem Mann nach Deutschland zurückgekehrt ist. Im Zuge der Novemberpogrome 1938 wurde Moses Walldorf verhaftet und ins KZ Buchenwald gebracht, nach einiger Zeit aber wieder freigelassen. Moses und seine Frau Dina Walldorf wurden am 31. Mai 1942 mit der 2. Deportation von Marburg über Kassel ins Ghetto Lublin und dann ins Ghetto Izbica und von dort in das Vernichtungslager Sobibor verschleppt und dort ermordet. |
| Hier wohnte Thekla Walldorf geb. Theisebach Jg. 1886 unfreiwillig verzogen 1936 Marburg deportiert 1942 Lublin ermordet 3.6.1942 Sobibor | | Bortshäuser Straße 18, Ebsdorf · | 10. Juli 2014  | Moses Walldorf wurde 1884 in Großen-Buseck geboren und ist mit seiner Frau Thekla Dina geborene Theisebach (* 1886 in Hatzbach) circa 1911 nach Ebsdorf gezogen. Dort wurde 1912 ihre Tochter Henni und 1914 ihr Sohn Max geboren. Moses Walldorf war zusammen mit Emanuel Lion Mitinhaber der Firma „D. Stern Nachfolger“, die unter anderem Nähmaschinen, Milchzentrifugen und Fahrräder verkaufte. Bis 1913 war er im Ebsdorfer Männergesangsverein und später im „Rad-Fahrer-Verein Torpedo Ebsdorf“ Schriftführer. Im Ersten Weltkrieg war er als Soldat bei der Feldartillerie in der Ukraine eingesetzt und erst im März 1919 nach Hause zurückgekehrt. Nachdem sich ab 1933 die Geschäftslage für jüdische Geschäftsleute in Folge der NS-Politik zunehmend verschlechterte, sahen sich die Familien Walldorf und Lion gezwungen, Ebsdorf im Oktober 1936 zu verlassen und Zuflucht in Marburg zu suchen. Familie Walldorf zog zu Verwandten in die Haspelstraße. Ihr Wohnhaus in der Bortshäuser Straße konnten sie noch im Juli 1936 an die Kreissparkasse verkaufen. Max Walldorf durfte 1934 als einer der letzten jüdischen Schüler an der Martin-Luther-Schule in Marburg das Abitur ablegen und besuchte anschließend die Fachschule für Metallgewerbe in Bielefeld. Im März 1936 gelang es ihm, nach Südafrika zu emigrieren. Nach der Heirat seiner älteren Schwester Henni mit Erwin Höchster aus Roth (Weimar) folgte dieser im September nach. Die schwangere Henni blieb zunächst zurück und reiste nach der Geburt ihrer Tochter Marion im März 1937 hinterher. Marion Höchster ist später als verheiratete Solovei in die USA übergesiedelt. Max Walldorf hat in Südafrika seine Frau Inge geborene Heymann kennengelernt. 1944 wurde ihre Tochter Hazel geboren, die später als verheiratete Pollak mit ihrem Mann nach Deutschland zurückgekehrt ist. Im Zuge der Novemberpogrome 1938 wurde Moses Walldorf verhaftet und ins KZ Buchenwald gebracht, nach einiger Zeit aber wieder freigelassen. Moses und seine Frau Dina Walldorf wurden am 31. Mai 1942 mit der 2. Deportation von Marburg über Kassel ins Ghetto Lublin und dann ins Ghetto Izbica und von dort in das Vernichtungslager Sobibor verschleppt und dort ermordet. |
| Hier wohnte Henni Walldorf Jg. 1912 unfreiwillig verzogen 1936 Marburg Flucht 1937 Südafrika                                             | | Bortshäuser Straße 18, Ebsdorf · | 10. Juli 2014  | Moses Walldorf wurde 1884 in Großen-Buseck geboren und ist mit seiner Frau Thekla Dina geborene Theisebach (* 1886 in Hatzbach) circa 1911 nach Ebsdorf gezogen. Dort wurde 1912 ihre Tochter Henni und 1914 ihr Sohn Max geboren. Moses Walldorf war zusammen mit Emanuel Lion Mitinhaber der Firma „D. Stern Nachfolger“, die unter anderem Nähmaschinen, Milchzentrifugen und Fahrräder verkaufte. Bis 1913 war er im Ebsdorfer Männergesangsverein und später im „Rad-Fahrer-Verein Torpedo Ebsdorf“ Schriftführer. Im Ersten Weltkrieg war er als Soldat bei der Feldartillerie in der Ukraine eingesetzt und erst im März 1919 nach Hause zurückgekehrt. Nachdem sich ab 1933 die Geschäftslage für jüdische Geschäftsleute in Folge der NS-Politik zunehmend verschlechterte, sahen sich die Familien Walldorf und Lion gezwungen, Ebsdorf im Oktober 1936 zu verlassen und Zuflucht in Marburg zu suchen. Familie Walldorf zog zu Verwandten in die Haspelstraße. Ihr Wohnhaus in der Bortshäuser Straße konnten sie noch im Juli 1936 an die Kreissparkasse verkaufen. Max Walldorf durfte 1934 als einer der letzten jüdischen Schüler an der Martin-Luther-Schule in Marburg das Abitur ablegen und besuchte anschließend die Fachschule für Metallgewerbe in Bielefeld. Im März 1936 gelang es ihm, nach Südafrika zu emigrieren. Nach der Heirat seiner älteren Schwester Henni mit Erwin Höchster aus Roth (Weimar) folgte dieser im September nach. Die schwangere Henni blieb zunächst zurück und reiste nach der Geburt ihrer Tochter Marion im März 1937 hinterher. Marion Höchster ist später als verheiratete Solovei in die USA übergesiedelt. Max Walldorf hat in Südafrika seine Frau Inge geborene Heymann kennengelernt. 1944 wurde ihre Tochter Hazel geboren, die später als verheiratete Pollak mit ihrem Mann nach Deutschland zurückgekehrt ist. Im Zuge der Novemberpogrome 1938 wurde Moses Walldorf verhaftet und ins KZ Buchenwald gebracht, nach einiger Zeit aber wieder freigelassen. Moses und seine Frau Dina Walldorf wurden am 31. Mai 1942 mit der 2. Deportation von Marburg über Kassel ins Ghetto Lublin und dann ins Ghetto Izbica und von dort in das Vernichtungslager Sobibor verschleppt und dort ermordet. |
| Hier wohnte Max Walldorf Jg. 1914 Flucht 1936 Südafrika                                                                                  | | Bortshäuser Straße 18, Ebsdorf · | 10. Juli 2014  | Moses Walldorf wurde 1884 in Großen-Buseck geboren und ist mit seiner Frau Thekla Dina geborene Theisebach (* 1886 in Hatzbach) circa 1911 nach Ebsdorf gezogen. Dort wurde 1912 ihre Tochter Henni und 1914 ihr Sohn Max geboren. Moses Walldorf war zusammen mit Emanuel Lion Mitinhaber der Firma „D. Stern Nachfolger“, die unter anderem Nähmaschinen, Milchzentrifugen und Fahrräder verkaufte. Bis 1913 war er im Ebsdorfer Männergesangsverein und später im „Rad-Fahrer-Verein Torpedo Ebsdorf“ Schriftführer. Im Ersten Weltkrieg war er als Soldat bei der Feldartillerie in der Ukraine eingesetzt und erst im März 1919 nach Hause zurückgekehrt. Nachdem sich ab 1933 die Geschäftslage für jüdische Geschäftsleute in Folge der NS-Politik zunehmend verschlechterte, sahen sich die Familien Walldorf und Lion gezwungen, Ebsdorf im Oktober 1936 zu verlassen und Zuflucht in Marburg zu suchen. Familie Walldorf zog zu Verwandten in die Haspelstraße. Ihr Wohnhaus in der Bortshäuser Straße konnten sie noch im Juli 1936 an die Kreissparkasse verkaufen. Max Walldorf durfte 1934 als einer der letzten jüdischen Schüler an der Martin-Luther-Schule in Marburg das Abitur ablegen und besuchte anschließend die Fachschule für Metallgewerbe in Bielefeld. Im März 1936 gelang es ihm, nach Südafrika zu emigrieren. Nach der Heirat seiner älteren Schwester Henni mit Erwin Höchster aus Roth (Weimar) folgte dieser im September nach. Die schwangere Henni blieb zunächst zurück und reiste nach der Geburt ihrer Tochter Marion im März 1937 hinterher. Marion Höchster ist später als verheiratete Solovei in die USA übergesiedelt. Max Walldorf hat in Südafrika seine Frau Inge geborene Heymann kennengelernt. 1944 wurde ihre Tochter Hazel geboren, die später als verheiratete Pollak mit ihrem Mann nach Deutschland zurückgekehrt ist. Im Zuge der Novemberpogrome 1938 wurde Moses Walldorf verhaftet und ins KZ Buchenwald gebracht, nach einiger Zeit aber wieder freigelassen. Moses und seine Frau Dina Walldorf wurden am 31. Mai 1942 mit der 2. Deportation von Marburg über Kassel ins Ghetto Lublin und dann ins Ghetto Izbica und von dort in das Vernichtungslager Sobibor verschleppt und dort ermordet. |
| | Hier wohnte Emanuel Lion Jg. 1876 unfreiwillig verzogen 1936 Marburg tot 12.11.1937                                     | Turmstraße 8, Ebsdorf ·          | 10. Juli 2014  | Emanuel Lion wurde 1876 in Nordeck geboren. Er war zusammen mit Moses Walldorf Mitinhaber der Firma „D. Stern Nachfolger“ und wohnte mit seiner Frau Auguste geborene Walldorf (* 1878 in Alten-Buseck) im Haus Turmstraße 8 in Ebsdorf. 1915 wurde ihr Sohn Leopold in Marburg geboren. Im Oktober 1936 zog Familie Lion zusammen mit Familie Walldorf nach Marburg, wobei für ihr Wohnhaus in der Turmstraße noch kein Käufer gefunden worden war. Emanuel Lion starb am 13. November 1937 in einem Krankenhaus in Frankfurt. Sein Grab befindet sich auf dem Alten jüdischen Friedhof in Marburg. Auguste Lion hat nach dem Tod ihres Mannes mit ihrem Sohn Leopold noch vier Jahre unter unbekannten Umständen in Marburg gelebt, bis beiden noch 1941 die Auswanderung in die USA gelang. Sie starb 1979 in Hartford, Connecticut. |
| Hier wohnte Auguste Lion geb. Walldorf Jg. 1878 unfreiwillig verzogen 1936 Marburg Flucht 1941 USA                                       | | Turmstraße 8, Ebsdorf ·          | 10. Juli 2014  | Emanuel Lion wurde 1876 in Nordeck geboren. Er war zusammen mit Moses Walldorf Mitinhaber der Firma „D. Stern Nachfolger“ und wohnte mit seiner Frau Auguste geborene Walldorf (* 1878 in Alten-Buseck) im Haus Turmstraße 8 in Ebsdorf. 1915 wurde ihr Sohn Leopold in Marburg geboren. Im Oktober 1936 zog Familie Lion zusammen mit Familie Walldorf nach Marburg, wobei für ihr Wohnhaus in der Turmstraße noch kein Käufer gefunden worden war. Emanuel Lion starb am 13. November 1937 in einem Krankenhaus in Frankfurt. Sein Grab befindet sich auf dem Alten jüdischen Friedhof in Marburg. Auguste Lion hat nach dem Tod ihres Mannes mit ihrem Sohn Leopold noch vier Jahre unter unbekannten Umständen in Marburg gelebt, bis beiden noch 1941 die Auswanderung in die USA gelang. Sie starb 1979 in Hartford, Connecticut. |
| Hier wohnte Leopold Lion Jg. 1915 unfreiwillig verzogen 1936 Marburg Flucht 1941 USA                                                     | | Turmstraße 8, Ebsdorf ·          | 10. Juli 2014  | Emanuel Lion wurde 1876 in Nordeck geboren. Er war zusammen mit Moses Walldorf Mitinhaber der Firma „D. Stern Nachfolger“ und wohnte mit seiner Frau Auguste geborene Walldorf (* 1878 in Alten-Buseck) im Haus Turmstraße 8 in Ebsdorf. 1915 wurde ihr Sohn Leopold in Marburg geboren. Im Oktober 1936 zog Familie Lion zusammen mit Familie Walldorf nach Marburg, wobei für ihr Wohnhaus in der Turmstraße noch kein Käufer gefunden worden war. Emanuel Lion starb am 13. November 1937 in einem Krankenhaus in Frankfurt. Sein Grab befindet sich auf dem Alten jüdischen Friedhof in Marburg. Auguste Lion hat nach dem Tod ihres Mannes mit ihrem Sohn Leopold noch vier Jahre unter unbekannten Umständen in Marburg gelebt, bis beiden noch 1941 die Auswanderung in die USA gelang. Sie starb 1979 in Hartford, Connecticut. |